# Парламентские выборы в Испании (1857)
Парламентские выборы 1857 года в Испании состоялись 25 марта во время правления королевы Изабеллы II и завершились победой «модерадос». Выборная кампания проходила сразу после закончившегося двухлетнего правления прогрессистов (исп. bienio progresista, 1854—1856), сменившегося двенадцатилетним периодом усиления умеренных (модерадос), который завершился свержением королевы Изабеллы II.
Выборы проходили в соответствии с конституцией 1845 года, которая ввела цензусное избирательное право для мужчин. Победу одержала Умеренная партия.

## Предыстория
10 октября 1856 года королева Изабелла II уволила генерала Леопольдо О’Доннелла, одного из лидеров либералов, с поста президента Совета министров Испании после всего трёх месяцев пребывания в должности. Уже через два дня новым главой правительства стал один из лидеров модерадос генерал Рамон Мария Нарваэс-и-Кампос. Испанский историк Жозеп Фонтана полагает, что манера, в которой королева сообщила о своём решении сменить премьер-министра, — выбрав в качестве партнёра для танца во дворце умеренного Нарваэса, а не либерала О’Доннелла, эпизод, который был назван «кризис ригодона» — иллюстрирует «крайнюю деградацию» испанской политики и степень, до которой «её положение как конституционной монархии» стало «фиктивным».
Генерал Рамон Мария Нарваэс сформировал явно реакционное правительство, в которое вошли члены Умеренной партии, некоторые из которых участвовали в революции 1854 года, но в конечном итоге отказались от её идеалов, например, Пидаль и Кандидо Носедаль. Именно в этом и состояло намерение правительства — вернуться к ситуации до двухлетнего правления прогрессистов — что оказалось невозможным. В кабинет также вошли ультраконсервативные модерадос, в том числе бывший карлист генерал Урбизтондо. Наиболее реакционные члены правительства были навязаны Нарваэсу самой королевой, поощряемой клерикальной камарильей во главе с отцом Кларетом.
Одним из первых решений нового правительства было полное восстановление Конституции 1845 года, действовавшей в течение «умеренного десятилетия» (1844—1854), а также приостановка изъятия церковного имущества — как того требовала королева и которая была главной причиной падения О’Доннелла, а также восстановление ограничительного законодательства о прессе и муниципалитетах, принятого «модерадос». Также был восстановлен Конкордат 1851 года с католической церковью.
После нескольких месяцев правления Нарваэс счёл, что пришло время восстановить конституционную нормальность, и назначил выборы на 25 марта 1857 года, вернувшись к закону о выборах 1846 года.

## После выборов
Генеральные кортесы нового созыва собрались 1 мая 1857 года. Работа парламента была приостановлена королевским указом 5 мая 1858 года. 13 мая того же года стало последним днём работы парламента, избранного в 1857 году.
Президентом парламента был избран поэт, драматург, политик и дипломат Франсиско Мартинес де ла Роса Бердехо Гомес и Арройо, представлявший «модерадос».
15 октября 1857 испанское правительство возглавил член Умеренной партии Франсиско Армеро-и-Фернандес де Пеньяранда. 14 января 1858 его сменил Франсиско Хавьер де Истурис-и-Монтеро. Следующие выборы состоялись 11 ноября 1863 года.